# Ana Iturgaiz
Ana Iturgaiz (Getxo, Biscaia, 17 d'octubre del 1965) és una escriptora basca formada a la Universitat de Deusto on es llicencià en història; tanmateix, treballa d'escriptora i resideix a Madrid des dels anys 90. El seu àmbit laboral ha estat vinculat a les biblioteques i els arxius. Ha editat diversos contes. La seva primera novel·la publicada Bajo las estrellas (Vergara, 2012, novel·la històrica), va resultar finalista del Premi de Novel·la Romàntica 2010, organitzat per Ediciones B i El Rincón de la Novela Romántica. La seva segona novel·la, Acordes de seda, va rebre el premi al millor romanç històric del 2013 que va atorgar la revista Romántica's*. Va quedar finalista del primer Concurs de Relat Curt Rincón de la Novela Romántica i del quart Certamen de Relats Breus de RENFE. L'editorial Rubeo ha inclòs dos dels seus relats en sengles antologies.
Ha publicat diversos treballs:
- Bajo las estrellas (2012).
- Es por ti (2012).[2]
- Acordes de seda (2013).[2]
- Tu nombre al trasluz (2014).[2]
- Arriésgate por mí (2014).[2]

## Premis i reconeixements
- Finalista al Premi de Novel·la Romàntica 2010[1]
- Premi al millor romanç històric 2013 atorgat per la revista Romántica's
- Finalista del I Concurs de Relat Curt Rincón de la Novela Romántica[3]
- Finalista al IV Certamen de Relats Breus de RENFE.[3]